# 188
Évszázadok: 1. század – 2. század – 3. század
Évtizedek: 130-as évek – 140-es évek – 150-es évek – 160-as évek – 170-es évek – 180-as évek – 190-es évek – 200-as évek – 210-es évek – 220-as évek – 230-as évek
Évek: 183 – 184 – 185 – 186 –  187 – 188 – 189 – 190 – 191 – 192 – 193

## Események

### Római Birodalom
- Publius Seius Fuscianust és Marcus Servilius Silanust választják consulnak.
- A Britanniából visszahívott Publius Helvius Pertinaxot Africa proconsuljává nevezik ki.
- Marcus Aurelius Cleander (Commodus császár kegyence) összeesküvéssel vádolja és meggyilkoltatja a praetoriánus gárda praefectusát, Publius Atilius Aebutianust. Cleander ezután maga veszi át a testőrgárda vezetését egy új cím, a pugione (tőrhordozó) kreálásával, amely a két praefectus fölött áll.
- Commodus hűtlenséggel vádolja és Caprira száműzi feleségét, Bruttia Crispinát. Ezt követően, szeretőjével, Marciával él.
- Az africai Thuburbo Maius colonia rangot kap.

### Kína
- Ling császár jelentősen megnöveli a tartományi kormányzók politikai és katonai jogosultságait, hogy eredményesebben léphessenek fel a lázadókkal szemben. Ezzel a központi kormány hatalma meggyengül.

### Japán
- Himiko sámánkirálynő uralmának kezdete Jamatai államban.

## Születések
- április 4. – Caracalla római császár

## Fordítás
- Ez a szócikk részben vagy egészben  a(z)   188 című francia Wikipédia-szócikk ezen változatának fordításán alapul.  Az eredeti cikk szerkesztőit annak laptörténete sorolja fel. Ez a jelzés csupán a megfogalmazás eredetét és a szerzői jogokat jelzi, nem szolgál a cikkben szereplő információk forrásmegjelöléseként.